# Fenris, el elfo
Fenris, el elfo es una novela fantástica escrita por la autora español Laura Gallego García, conocida por ser autora también de Memorias de Idhún; publicado por SM en el año 2004. Es el cuarto y último libro de una saga denominada Crónicas de la Torre, precedido por El Valle de los Lobos, La maldición del Maestro y La llamada de los muertos.
Esta entrega, considerada la última o la primera, ha sido una de las más exitosas.[cita requerida]

## ¿Primer libro o último?
Los fans no tenían claro en qué orden leer Crónicas de la Torre tras Fenris, el elfo. La autora declaró: 

«"Fenris, el elfo" no es la cuarta parte de Crónicas de la Torre, ni yo la considero así pese a haberse publicado la última de las cuatro, es más, ni siquiera la considero parte de las crónicas, para mí Crónicas de la Torre es una trilogía con un libro posterior. Aun así, quien quiera leer las novelas en orden debería leer primero Fenris, el Elfo, luego El Valle de los Lobos y seguir con la numeración hecha; si lo quiere leer en el orden cronológico de publicación, deberá seguir la numeración especificada en la edición especial, leyendo Fenris, el elfo como cuarta novela. Pero quien quiera reservar algo de misterio en El Valle de los lobos, le recomiendo leer primero este, luego Fenris, el elfo y después seguir con la numeración de siempre».

Al empezar a leer este libro, el lector puede creer que es la continuación de las antiguos capítulos de La Torre, pero es la historia de cómo Fenris (El elfo-lobo) se transforma en lobo cuando tenía 100 años.